# Eriogonum ursinum
Eriogonum ursinum là một loài thực vật có hoa trong họ Rau răm. Loài này được S.Watson mô tả khoa học đầu tiên năm 1875.